# バーバラ・ペイトン
バーバラ・ペイトン（Barbara Payton,  1927年11月16日 - 1967年5月8日）は、アメリカ合衆国の女優である。

## 来歴
1927年、ミネソタ州のクロケットに生まれ、ノルウェー系の移民だった。1949年にロイド・ブリッジスが主演の映画『Trapped』で劇場映画デビューを果たす。その翌年にはジェームズ・キャグニーが主演のフィルム・ノワール映画『明日に別れの接吻を』のヒロイン役で出演。徐々にその名も知れ渡り、1951年に製作されたB級映画の『Bride of the Gorilla（原題）』や1953年のイギリス制作のホラー映画『複製人間の恋』あたりからは主役を務めている。その後の活躍が期待されたが、映画出演作品は14本に留まり、1955年を最後に活動を停止した。

### 死去
1967年、カリフォルニア州サンディエゴの両親の自宅において、心不全と肝不全の併発により息を引き取った。39歳だった。

## 出演作品

### 映画
- 恋人よ、いま一度 Once More, My Darling (1949) ※ノークレジット
- Trapped (1949)
- 明日に別れの接吻を Kiss Tomorrow Goodbye (1950)
- ダラス Dallas (1950)
- 勇者のみ Only the Valiant (1951)
- 南部に轟く太鼓 Drums in the Deep South (1951)
- Bride of the Gorilla (1951)
- ブロンドの虜 The Flanagan Boy (1953)
- 複製人間の恋 Four Sided Triangle (1953)
- 追いつめられた二人 Run for the Hills (1953)
- The Great Jesse James Raid (1954)
- Murder Is My Beat (1955)